# Krušovice (okres Rakovník)
Krušovice (Duits: Kruschowitz) is een Tsjechische gemeente in de regio Midden-Bohemen en maakt deel uit van het district Rakovník. Het dorp ligt op ongeveer 8 km afstand van de stad Rakovník. Krušovice is vooral bekend van de gelijknamige brouwerij.
Krušovice telt 598 inwoners.

## Etymologie
De naam Krušovice (Oud-Tsjechisch: Krušejovice) is afgeleid van de persoonsnaam *Krušej.

## Geschiedenis
Krušovice zou volgens de overlevering ontstaan zijn rond de gelijknamige brouwerij, die ergens vóór 1581 werd opgericht. De eerste schriftelijke vermelding van Krušovice dateert echter al uit de tweede helft van de 13e eeuw.
In 1356 werd het dorp eigendom van Záviš z Mikovic. Latere eigenaren waren onder andere Mikuláš en Jan Kruseovic en diens vrouw Katerina (1456) en Jiřík Bivoj z Roudná (1462). In die tijd ging het dorp economisch achteruit.
In 1548 werd het dorp verkocht aan de hoogste militair van het Tsjechische leger, Albrecht Šlik. In 1583 werden het dorp en de brouwerij verkocht aan keizer Rudolf II, wat betekende dat alles onder koninklijk bestuur van Křivoklát (waar de koningen zetelden in het gelijknamige kasteel) kwam. De plaatselijke brouwerij leverde vervolgens bier aan het keizerlijke hof in Praag.
Sinds 2003 is Krušovice een eigen gemeente binnen het Rakovníkdistrict.

## Verkeer en vervoer

### Autowegen
De weg I/6 loopt door de gemeente en verbindt Krušovice enerzijds met Praag en anderzijds met Karlsbad.

### Spoorlijnen
Er is geen station in Krušovice. Het dichtstbijzijnde station is dat van Krupá op 4 km afstand van het dorp aan spoorlijn 124 Lužná - Žatec - Chomutov.

### Buslijnen
Er halteren diverse buslijnen in het dorp die Krušovice verbinden met de volgende bestemmingen: Aš, Cheb, Jáchymov, Kadaň, Karlsbad, Kladno, Klášterec nad Ohří, Kraslice, Podbořany, Praag, Rakovník, Sokolov, Žatec.

## Bezienswaardigheden
- De gelijknamige brouwerij;

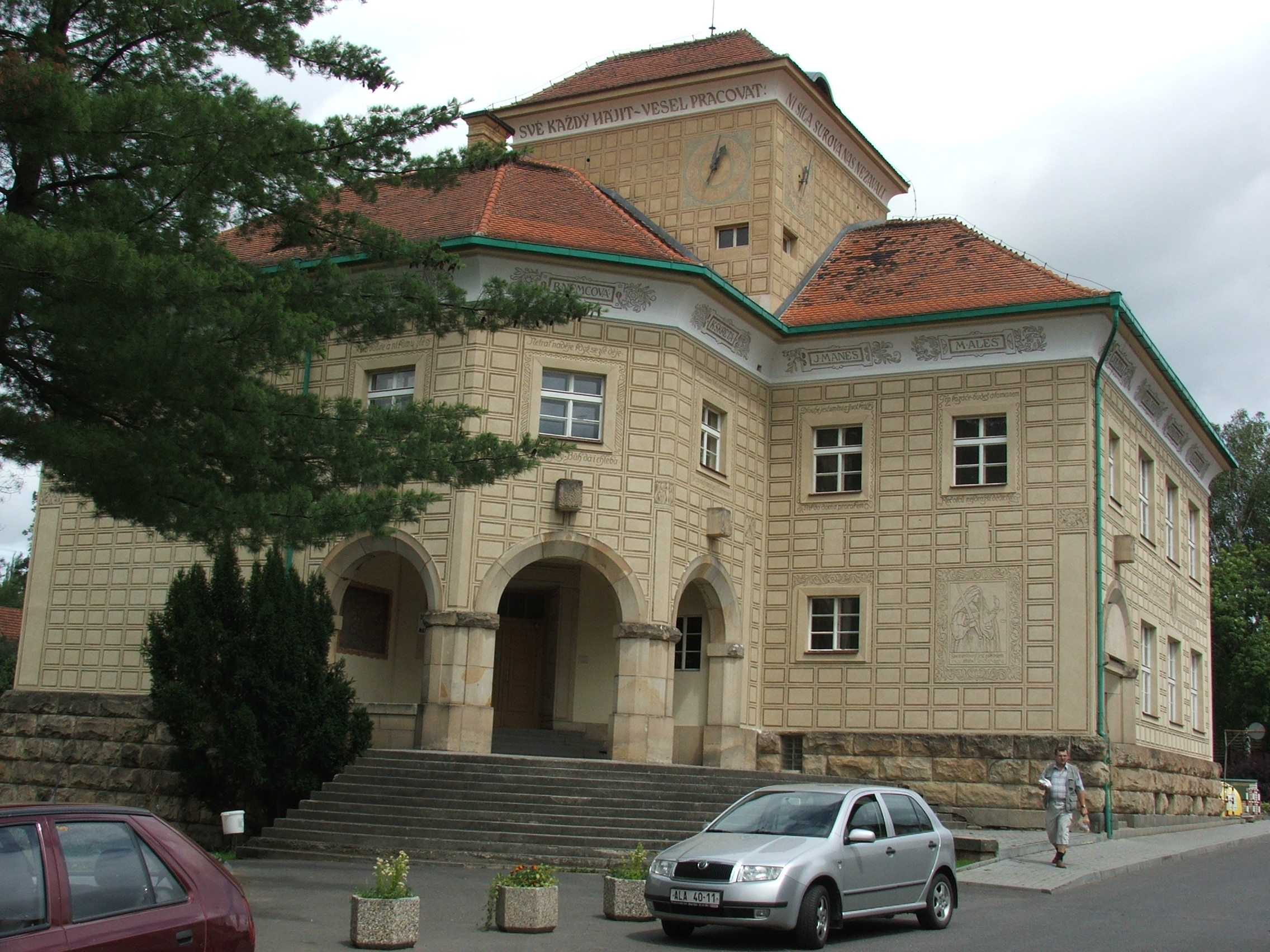
Monumentaal schoolgebouw

- Het kasteel van Krušovice met Heilige Drievuldigheidskapel;
- Het monumentale schoolgebouw.

## Geboren in
- Alfred Slavik (1847-1907), arts, geoloog en universiteitsprofessor;
- Václav Rabas (1885-1954), schilder.

## Galerij

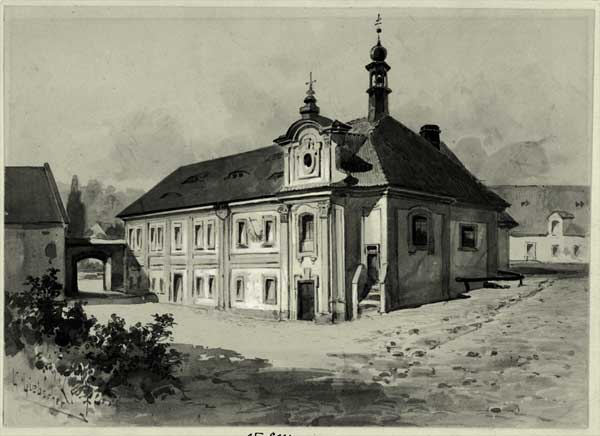
Heilige Drievuldigheidskapel (1890)
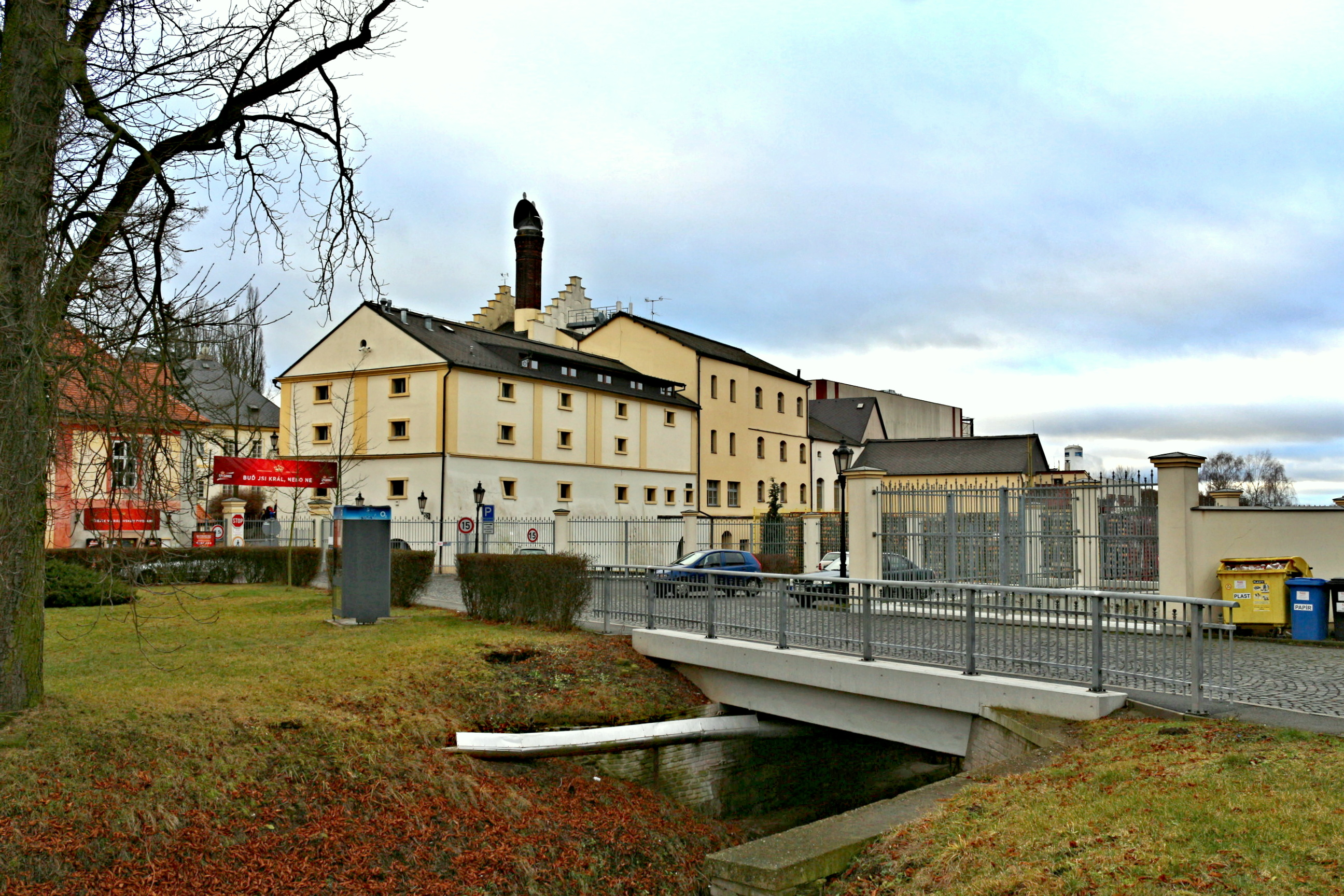
Brouwerij Krušovice
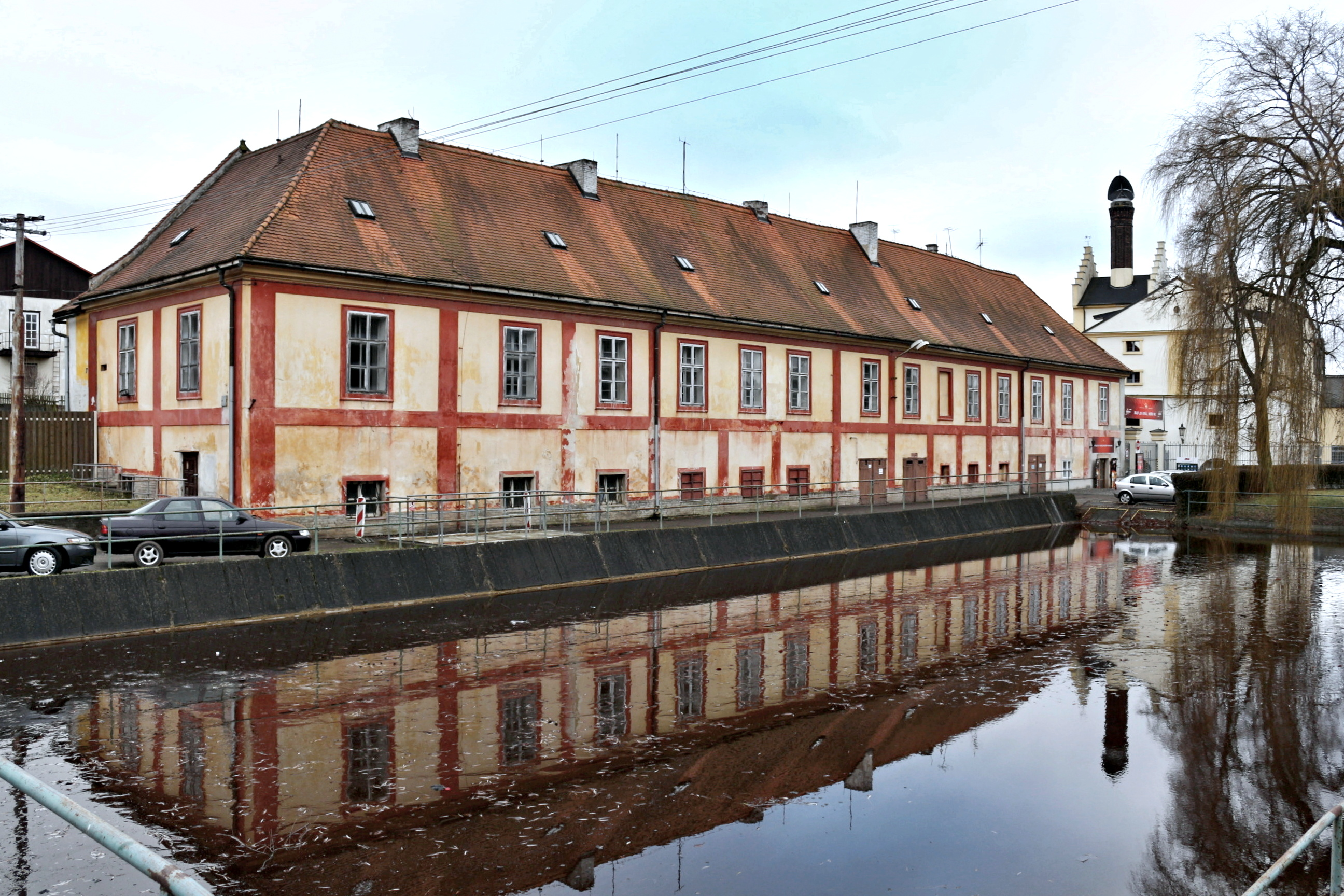
Kasteel van Krušovice
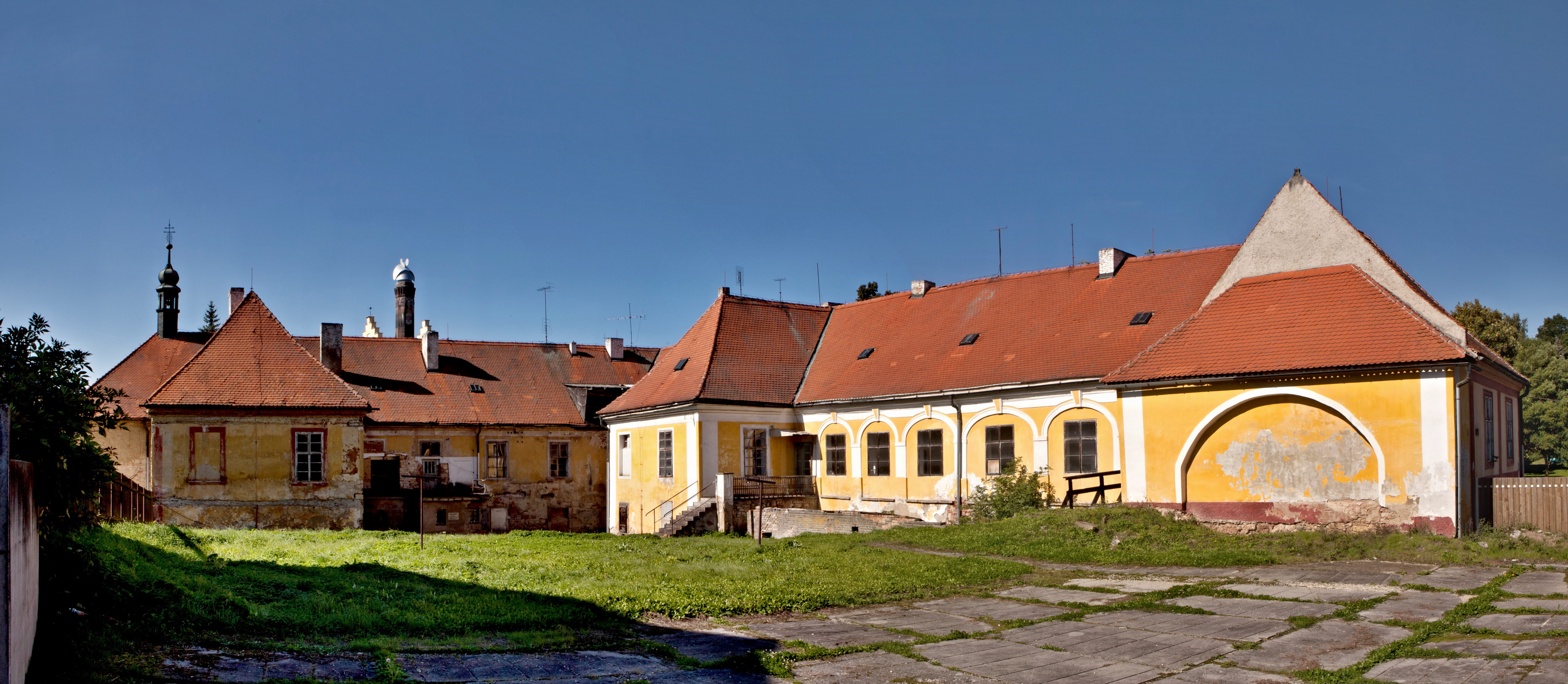
Achterzijde van het kasteel
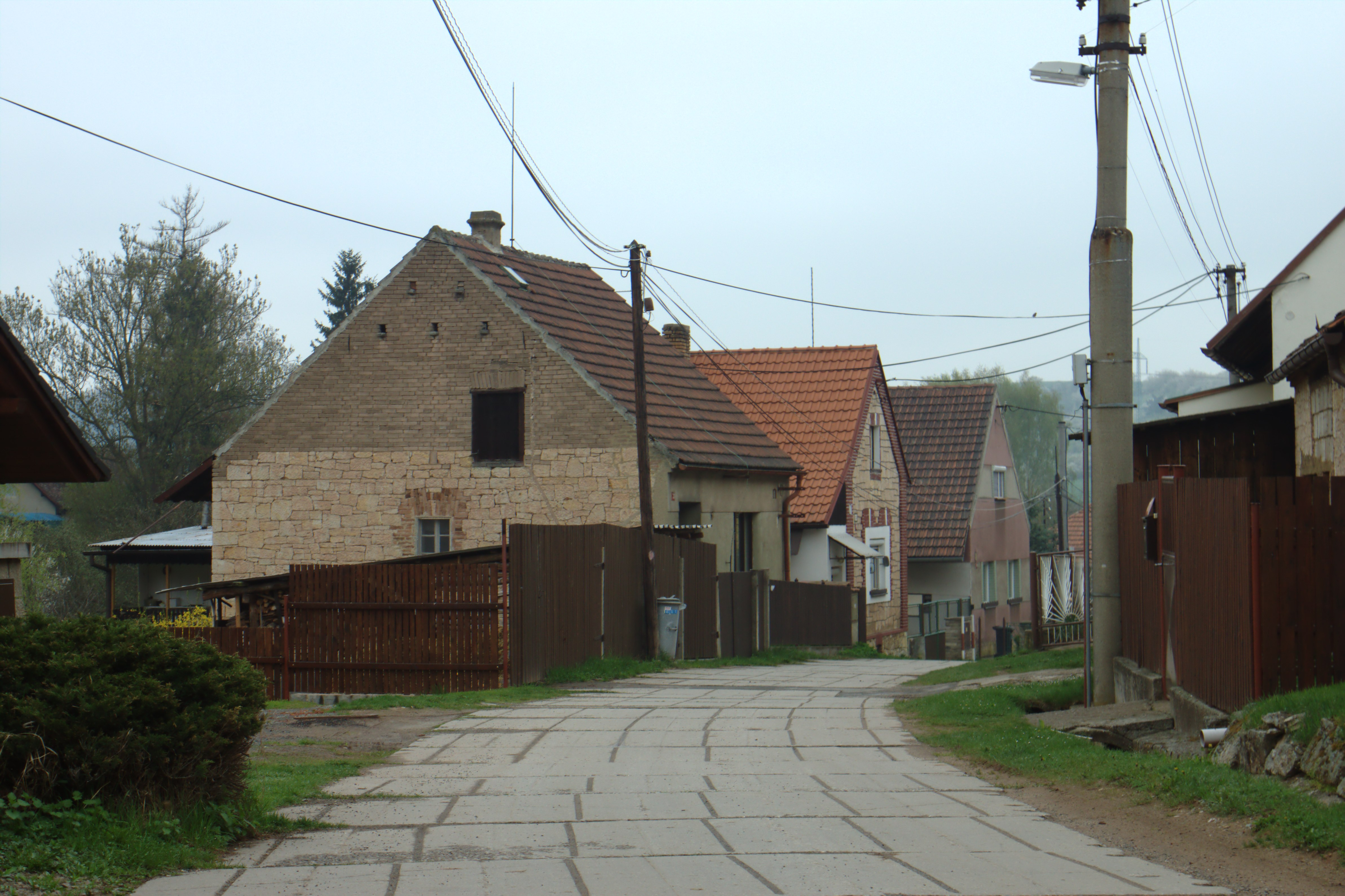
Straat in Krušovice (1)
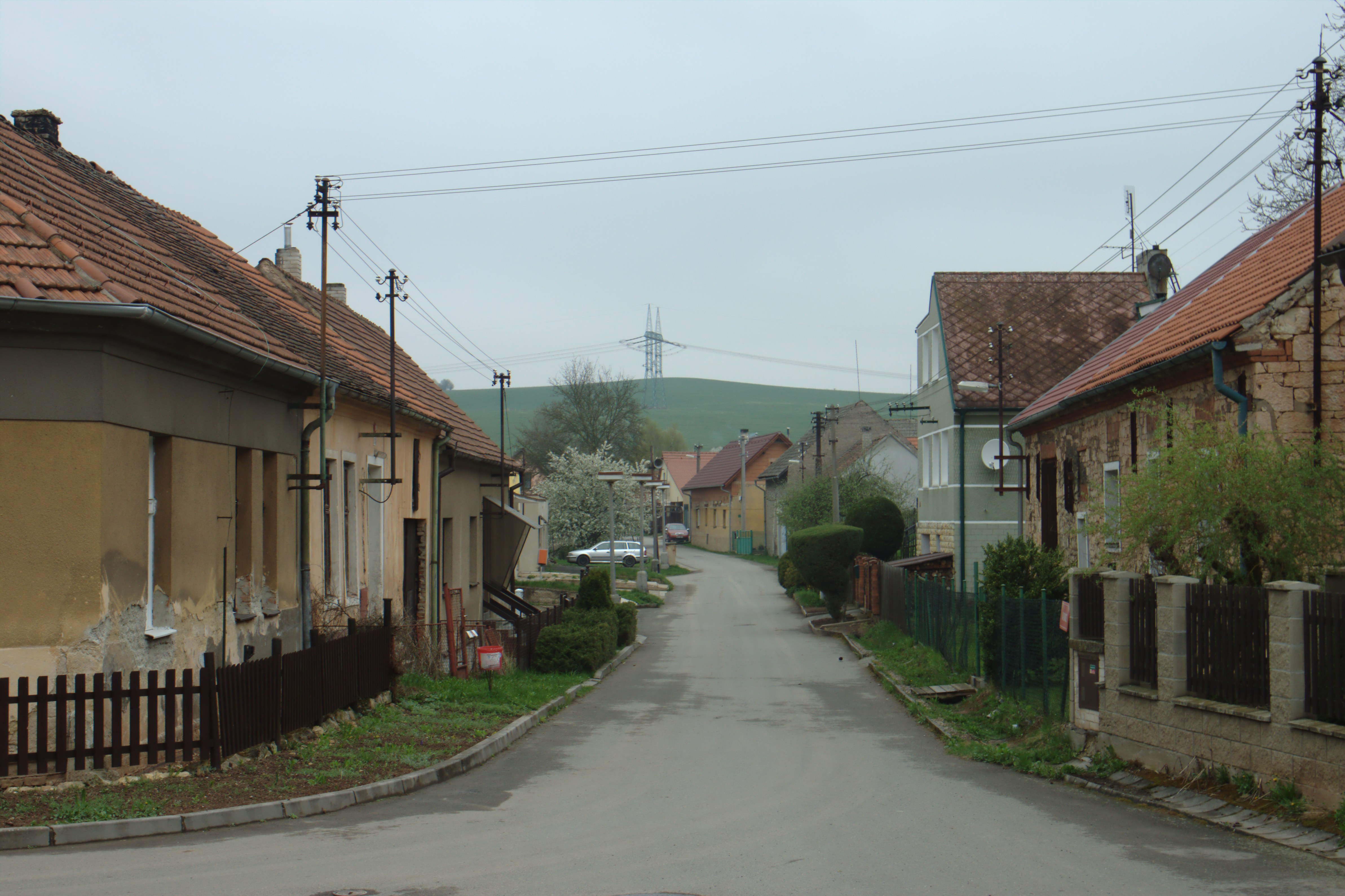
Straat in Krušovice (2)
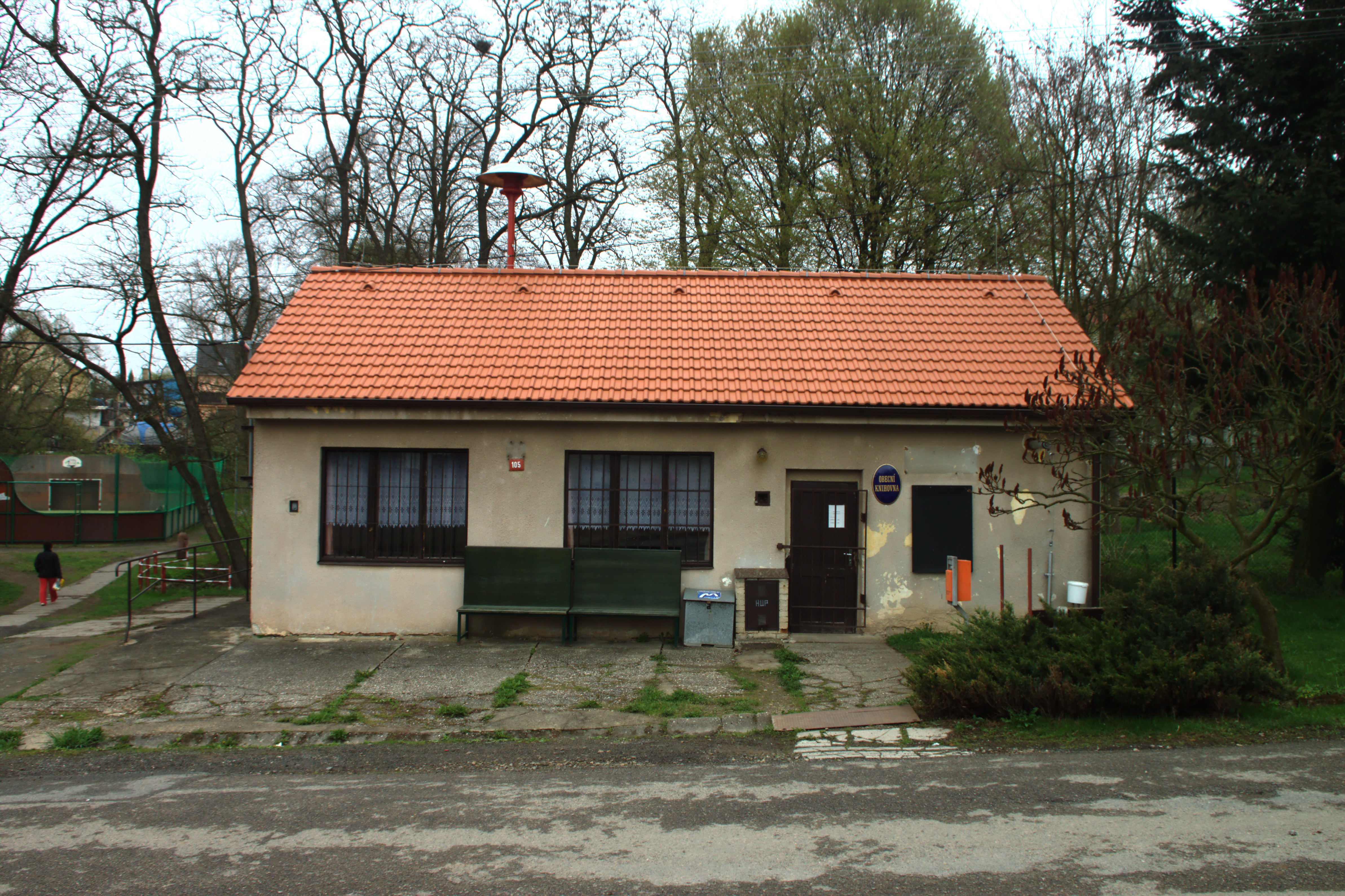
Dorpsbibliotheek
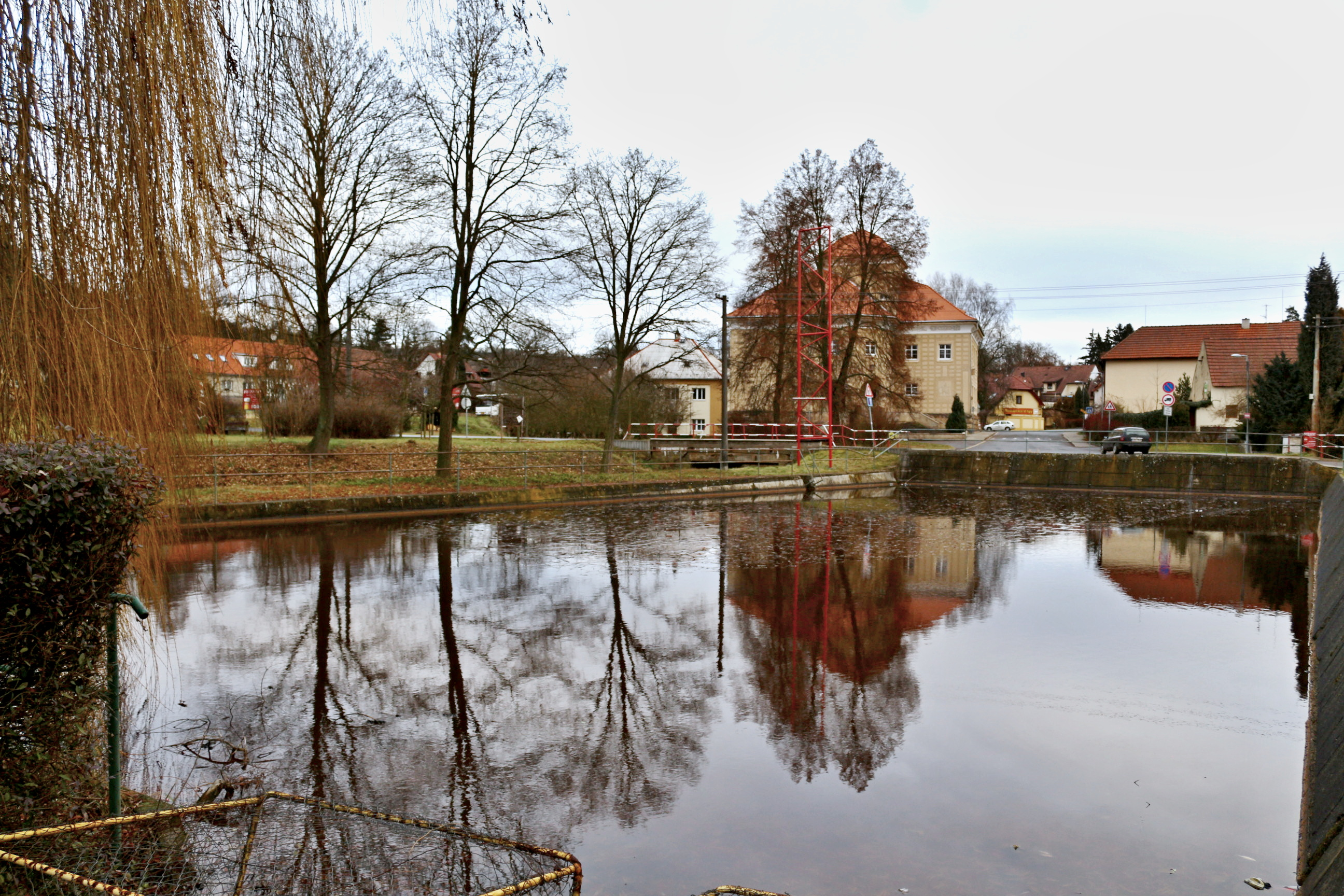
Stuwmeer in Krušovice